# Nelson County (North Dakota)
Nelson County ist ein County im Bundesstaat North Dakota der Vereinigten Staaten. Der Verwaltungssitz (County Seat) ist Lakota. Das County ist dünn besiedelt und überwiegend landwirtschaftlich geprägt.

## Geographie

### Lage

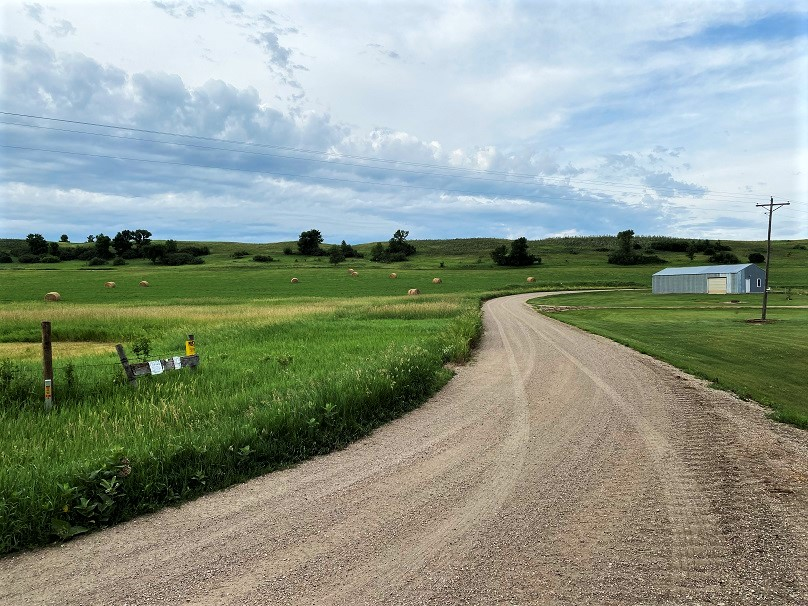
Landstraße im Tal des Sheyenne

Das County liegt im mittleren Nordosten von North Dakota und hat eine Fläche von 645 120 Acre (ca. 2610,7 Quadratkilometer), wovon 981,78 Quadratmeilen (ca. 2542,8 Quadratkilometer) Landfläche sind. Es grenzt im Uhrzeigersinn an folgende Countys: Walsh County, Grand Forks County, Steele County, Griggs County, Eddy County, Benson County und Ramsey County.
Das County liegt vollständig in der Drift Prairie, einer von saften Moränen und flachen Seen geprägten Prärielandschaft.

### Landschaften
Das Nelson County lässt sich in fünf physiogeografische Landschaftstypen gliedern: Den mit 85 % größten Anteil macht eine Ebene mit glazialem Geschiebemergel (glacial till plain) aus. Sie ist bis auf kleinere Oser und Täler relativ flach, nur einige Moränen erheben sich bis zu 30 Meter über die Ebene. Südlich des Sheyenne wurde die Tillebene durch Schmelzwasser weiter geglättet (water-planed till plain). Die Ebenen werden von ehemaligen Entwässerungsrinnen durchzogen, die das Schmelzwasser 15 bis 30 Meter tief eingegraben hat. Sander treten in der Nähe des heutigen Sheyenne auf. Das Becken des Stump Lake ist ein letzteiszeitlicher Seeboden mit verschieden stark ausgeprägten Ufern.

### Gewässer
Außer entlang des Sheyenne, der im Südwesten durch das County verläuft, und der nordwestlichen Ecke, die in den Red River entwässert, sammelt sich das Oberflächenwasser meist in kleineren Senken, Steppenseen und Rinnen. Das Gebiet zwischen Petersburg und Aneta wird vom Goose River entwässert. Bis auf Sheyenne und Goose fallen alle anderen Fließgewässer zeitweise trocken.

### Klima
Das County hat ein leicht humides, kontinentales Klima. Im Winter wird es sehr kalt (mittlere Temperatur −14 °C, mittlere Minimaltemperatur −19 °C) und im Sommer eher warm (im Mittel 18 °C, mittlere Maximaltemperatur 25 °C). Der meiste Niederschlag (Jahresniederschlag: 465 mm) fällt in der Zeit von April bis September. Der wenige Schnee im Winter wird meist verweht, sodass der Boden oft schneefrei bleibt. Jährlich gibt es mehrere Blizzards und im Durchschnitt 33 Gewitter.

## Geschichte
Nelson County wurde am 2. März 1883 aus Teilen der County Grand Forks, Foster und Ramsey gebildet und am 9. Juni des gleichen Jahres abschließend organisiert. Benannt wurde es nach Nelson E. Nelson, einem frühen Siedler und Politiker des Dakota-Territoriums. Im Jahr 1883 war er Abgeordneter in der gesetzgebenden Versammlung des Territoriums.
Drei Bauwerke und Stätten des Countys sind im National Register of Historic Places eingetragen (Stand 29. März 2018).

## Orte

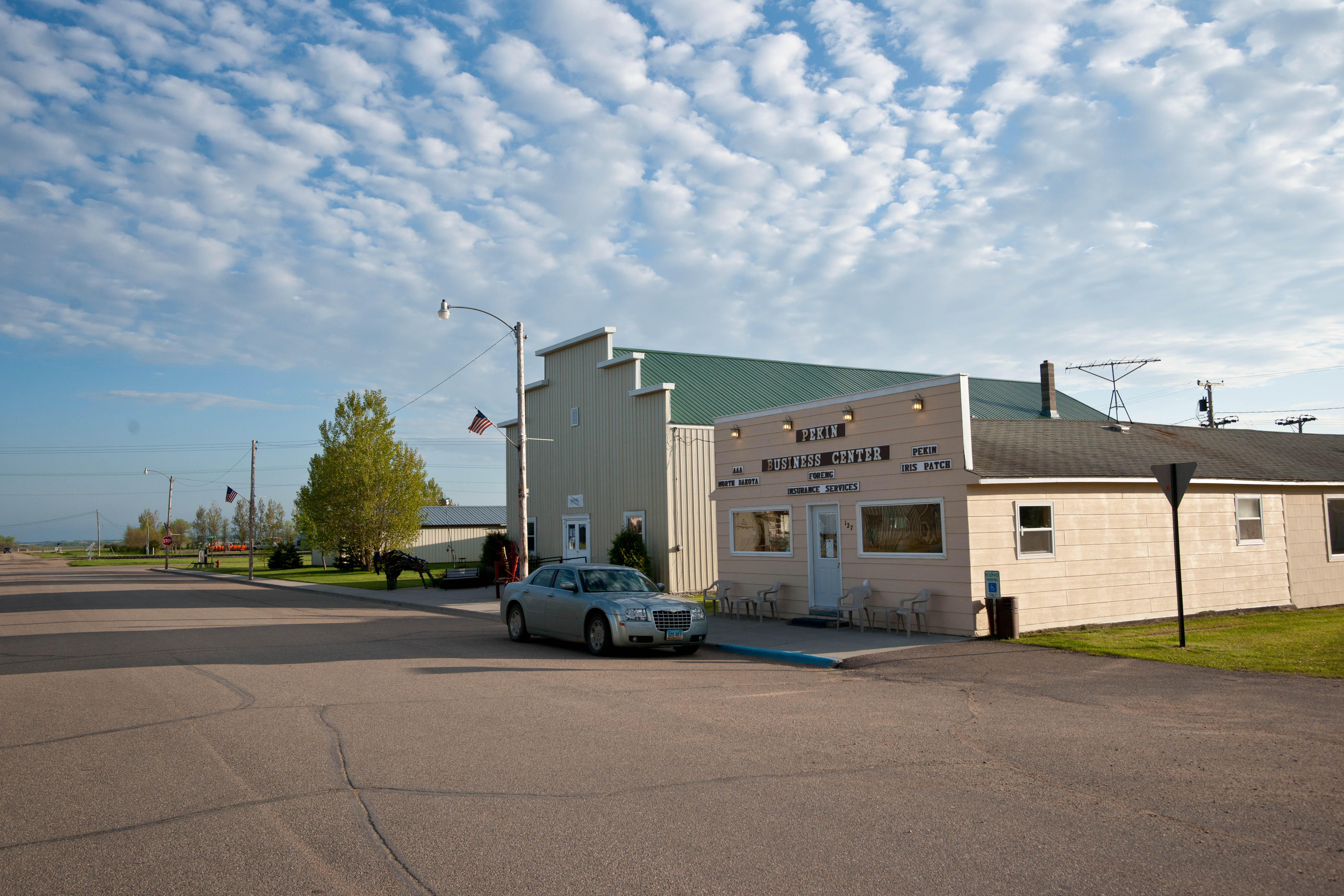
Geschäfte in Pekin

Das County umfasst sieben Gemeinden mit den Status einer City und gemeindefreies Gebiet, das in 27 Townships unterteilt ist. Größere, nicht als Gemeinde organisierte Orte sind Dahlen (gleichzeitig ein census-designated place), Kloten, Mapes und Whitman.

### Gemeinden
- Aneta
- Lakota
- McVille
- Michigan City
- Pekin
- Petersburg
- Tolna

### Townships
- Adler
- Bergen
- Central
- Clara
- Dahlen
- Dayton
- Dodds
- Enterprise
- Field
- Forde
- Hamlin
- Illinois
- Lakota
- Lee
- Leval
- Melvin
- Michigan
- Nash
- Nesheim
- Ora
- Osago
- Petersburg
- Rubin
- Rugh
- Sarnia
- Wamduska
- Williams

## Wirtschaft und Infrastruktur
Das Nelson County ist von der Landwirtschaft anhängig. Hauptsächlich werden Weizen und Soja angebaut, es gibt aber auch Viehwirtschaft.
Die wichtigsten Highways im County sind der U.S. Highway 2, der North Dakota Highway 1, der North Dakota Highway 15, der North Dakota Highway 32 und die Nelson County Road 35.